# Klöppeln
Klöppeln ist eine Handarbeitstechnik, bei der mittels Klöppeln (spindelförmige, meist aus Holz gefertigten „Spulen“) und dem daran aufgewickelten Garn verschiedenartige Spitzen gefertigt werden.

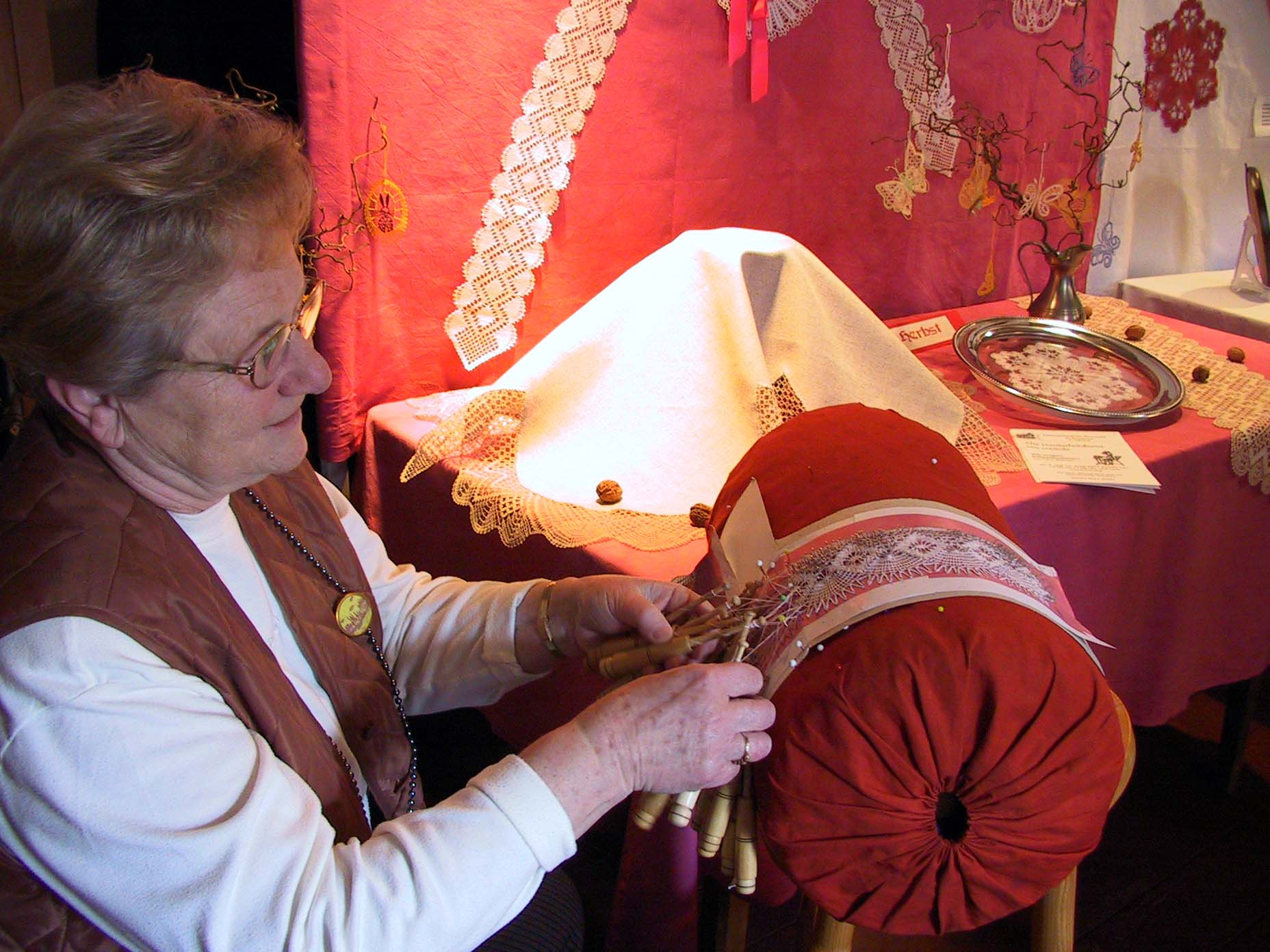
Klöppelarbeit im Heimatmuseum Annerod (Hessen)

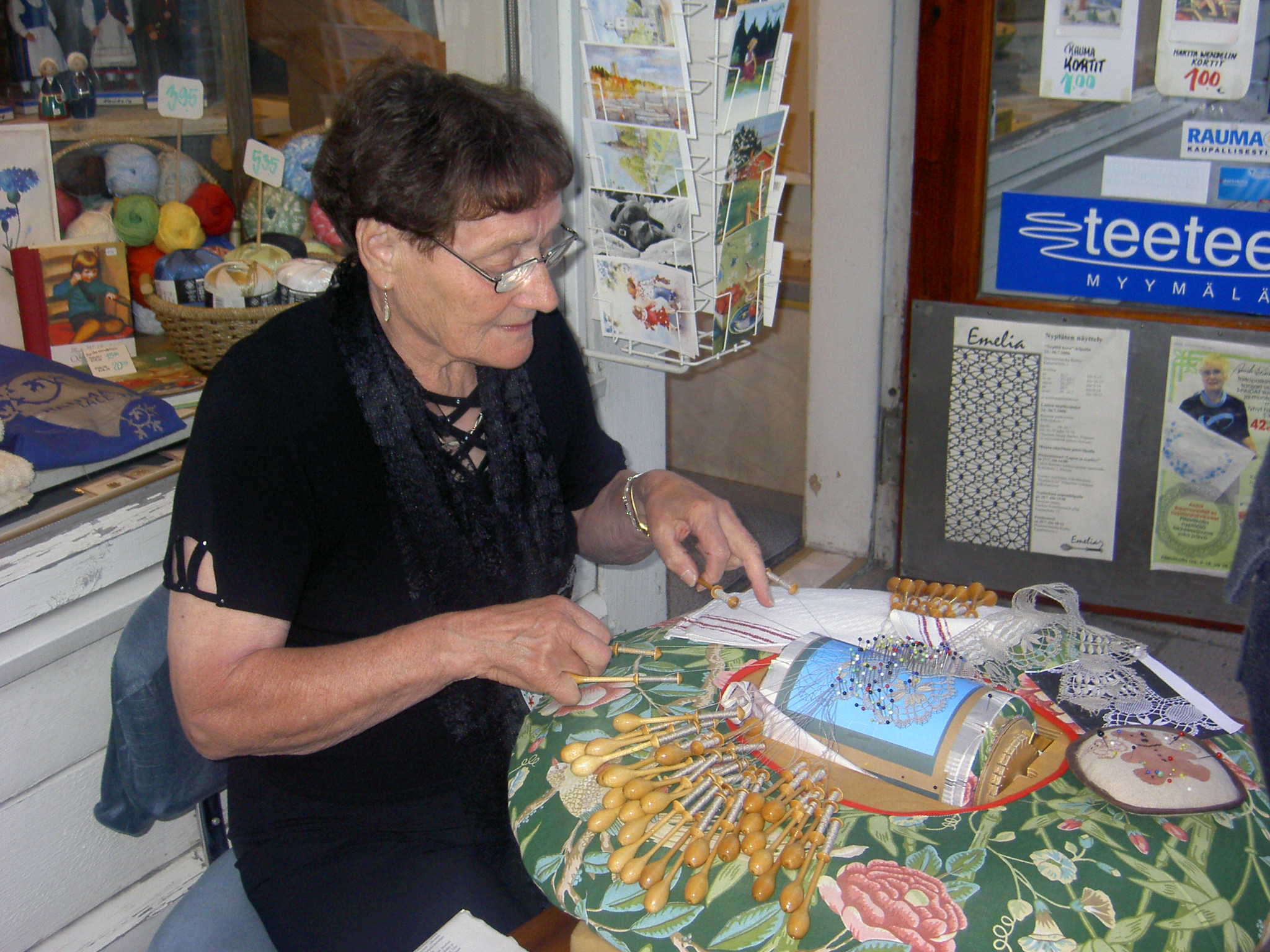
Spitzenklöpplerin in Rauma

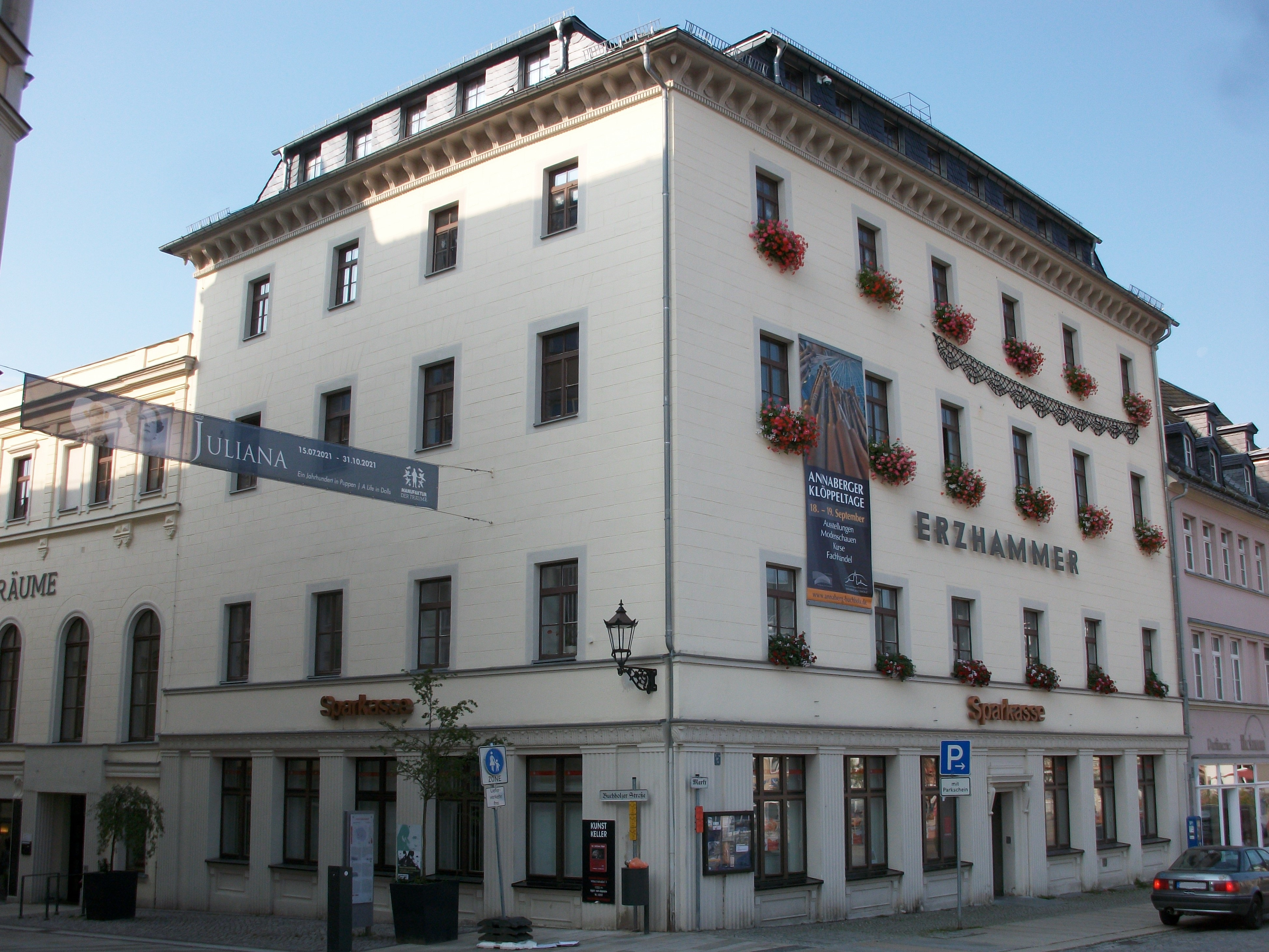
Annaberger Klöppeltage im Kulturzentrum Erzhammer (Annaberg-Buchholz), größte Klöppelmesse im sächsischen Erzgebirge

## Grundlagen

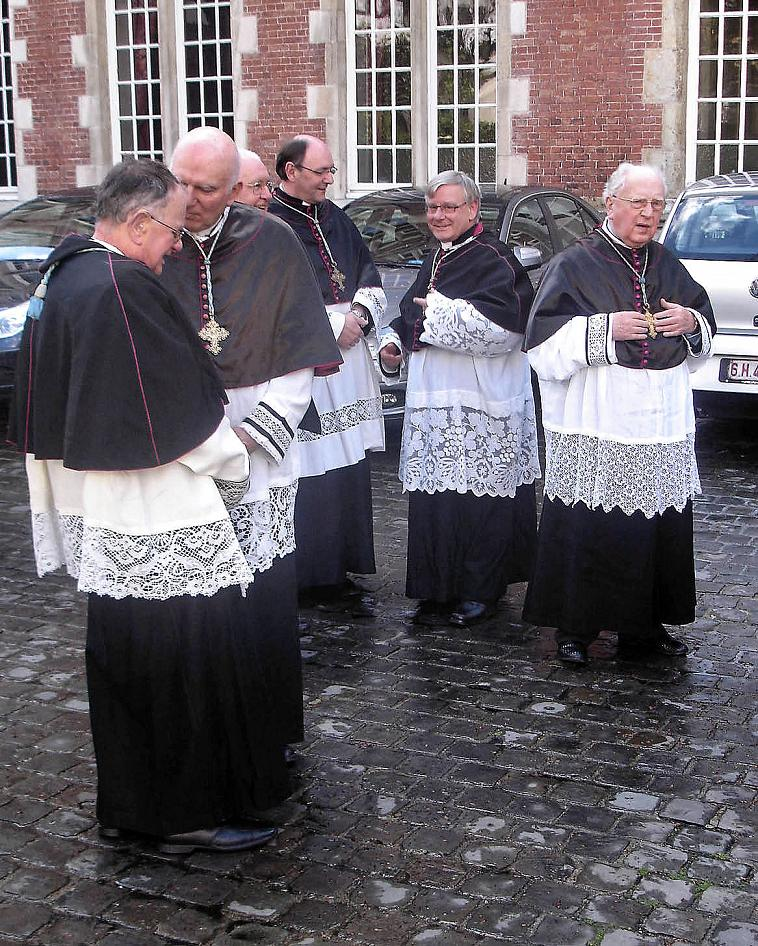
Kanoniker im Chorgewand, gut erkennbar die mit Spitze versehenen Rochetts

Die Herstellung der Handklöppelspitzen beruht auf einem systematischen Wechsel von Verdrehen – Verkreuzen – Verknüpfen – Verschlingen von Fäden im Mehrfachsystem. Es gibt Handklöppelspitzen in folgenden Varianten: Meterware, Einsätze, Deckchen, Kanten, Schmuckelemente oder Accessoires, in der Mode und in der Bildklöppelei.
Grundlage für die Fertigung einer jeden „echten Spitze“ bildet die Mustervorlage, der Klöppelbrief. Der Wert eines Klöppelbriefs liegt in der künstlerischen Gestaltung wie auch in der mathematischen und geometrischen Berechnung – der Entwurf als hohe Kunst der Gestaltung. Die Klöppelbriefe stehen im Urheberrecht. Von der Vielzahl der Handklöppler gibt es nur sehr wenige, die in der Lage sind, neue Muster zu entwerfen und zu entwickeln. Diese Entwürfe sind und waren stets die Grundvoraussetzung für die Herstellung einer Handklöppelspitze.

## Geschichte

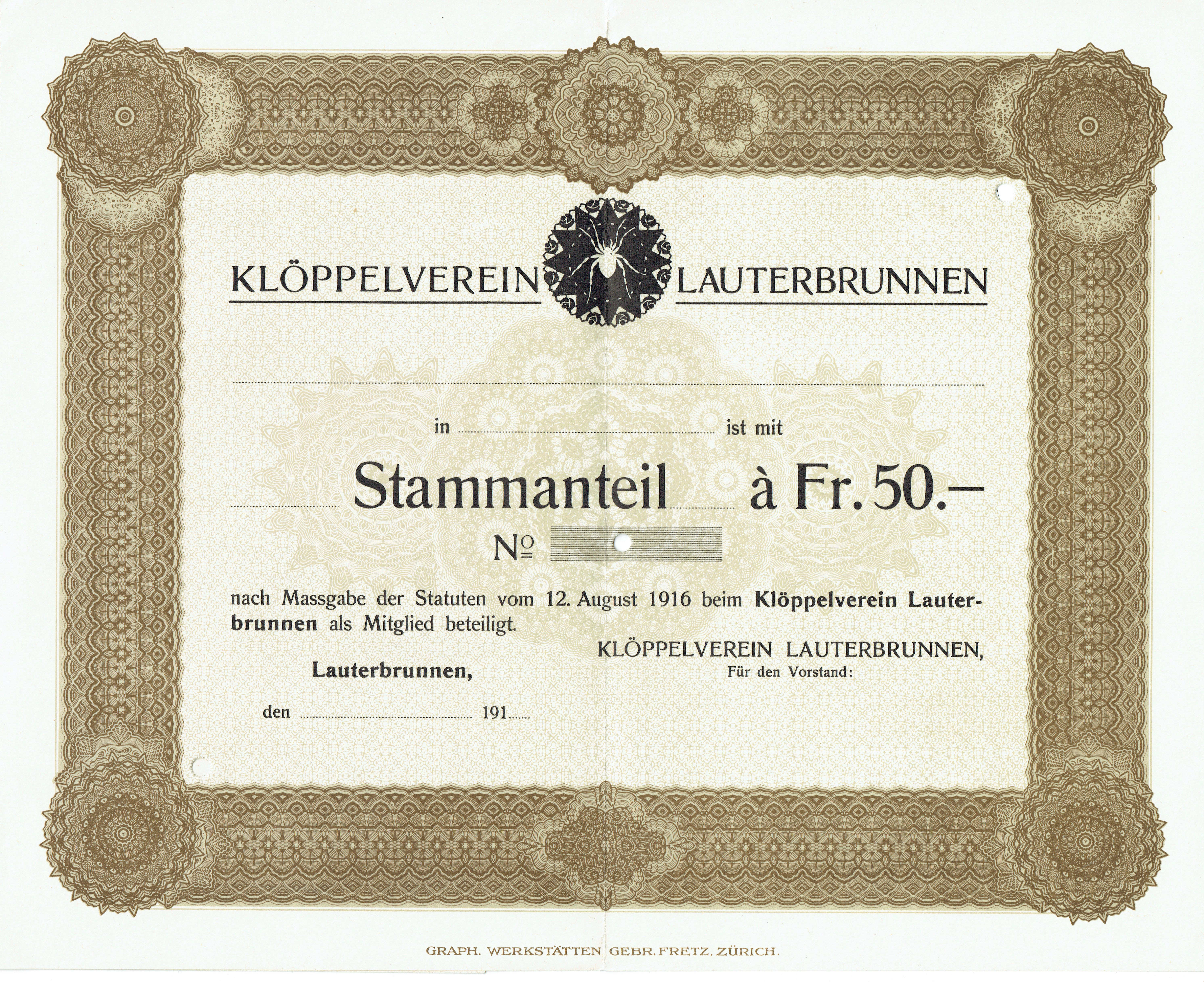
Stammanteil des Klöppelvereins Lauterbrunnen von 1916

Klöppelspitzen entstanden, als man den Rändern von Kleidungsstücken eine feste und gleichzeitig dekorative Kante geben wollte. Mit Variationen von Flechten wurden so aus losen Fransen schmückende Elemente an der Kleidung der Reichen. Vermutlich um die Herstellung zu vereinfachen kam dann die Idee, diese Flechtwerke unabhängig von Kleidungsstücken zu gestalten und die ersten Klöppelspitzen wurden gefertigt: Flechtspitzen.
Die ersten Quellen für das Klöppeln sind Musterbücher des 16. Jahrhunderts aus Italien, wo man auch den Ursprung der Technik vermutet. Das erste reine Musterbuch für die Klöppeltechnik erschien um das Jahr 1557 in Venedig: Le Pompe. Aus Italien soll die Technik zunächst nach Spanien oder in die spanischen Niederlande und danach nach Frankreich gelangt sein. Aber auch im Erzgebirge sind bereits im 16. Jahrhundert die ersten Klöppelspitzen nachgewiesen. Barbara Uthmann, die Witwe eines Montan-Unternehmers aus Annaberg, soll als Verlegerin maßgeblich an der Verbreitung des Klöppelns im Erzgebirge beteiligt gewesen sein. Nach Überlieferungen hat sie bis zu 900 Bortenwirkerinnen mit Aufträgen versorgt. In Mittelfranken ist besonders die Stadt Abenberg im Landkreis Roth für die Herstellung von Klöppelspitzen bekannt, wo bis zu 400 Frauen arbeiteten. Neben dem Erzgebirge und Franken ist das östliche Niedersachsen eine Region, wo das Klöppelhandwerk viele Familien beim Lebensunterhalt unterstützte.
Seit der 2. Hälfte des 19. Jahrhunderts können Klöppelspitzen auch durch Klöppelmaschinen hergestellt werden. Dies bedeutete das Ende des professionellen Klöppelns. Klöppeln wurde zu einer Freizeitbeschäftigung. Beispielsweise Leni Matthaei entwarf moderne Klöppelspitzen, mit denen sie der Klöppelkunst neue Impulse geben konnte. Eine dezentrale Verbreitung des Klöppelns erfolgt durch zahlreiche Kurse an Volkshochschulen in Deutschland. Nachdem die Hochschule für bildende Künste Hamburg 1969 ihre Klasse für Stickerei und textile Techniken schloss, ist die Westsächsische Hochschule Zwickau die einzige Hochschule in Deutschland, die Klöppeln im Fach Textilkunst im Fachbereich Angewandte Kunst, Schneeberg, noch unterrichtet. Das Klöppelmuseum auf der Burg Abenberg zeigt Klöppelkunst und lehrt mit einer eigenen Klöppelschule das Kunsthandwerk.
1893 wurde im Südtiroler Ahrntal die k.k. Klöppelschule Prettau eingerichtet, um die hohe Arbeitslosigkeit nach der Auflassung des örtlichen Bergwerks zu kompensieren.

## Klöppeln von Hand

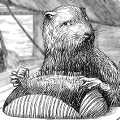
Biber mit flachem Klöppelkissen (aus The Hunting of the Snark)

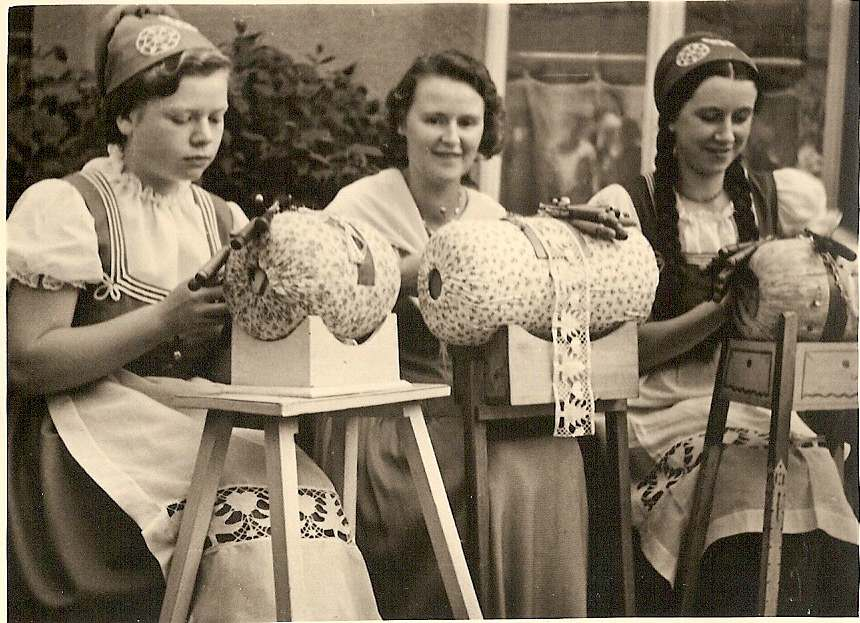
Spitzenklöpplerinnen 1936

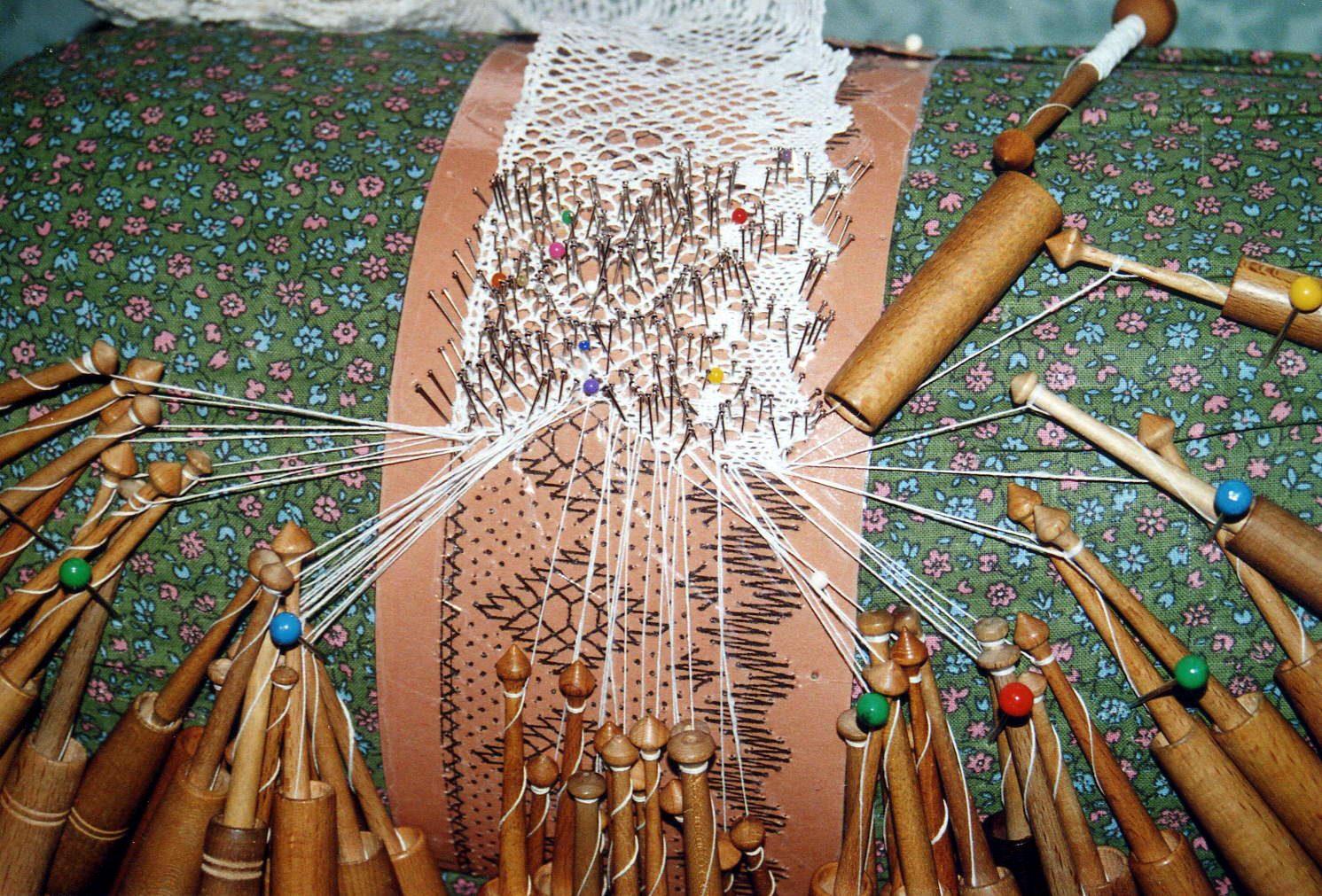
Klöppeln von Hand

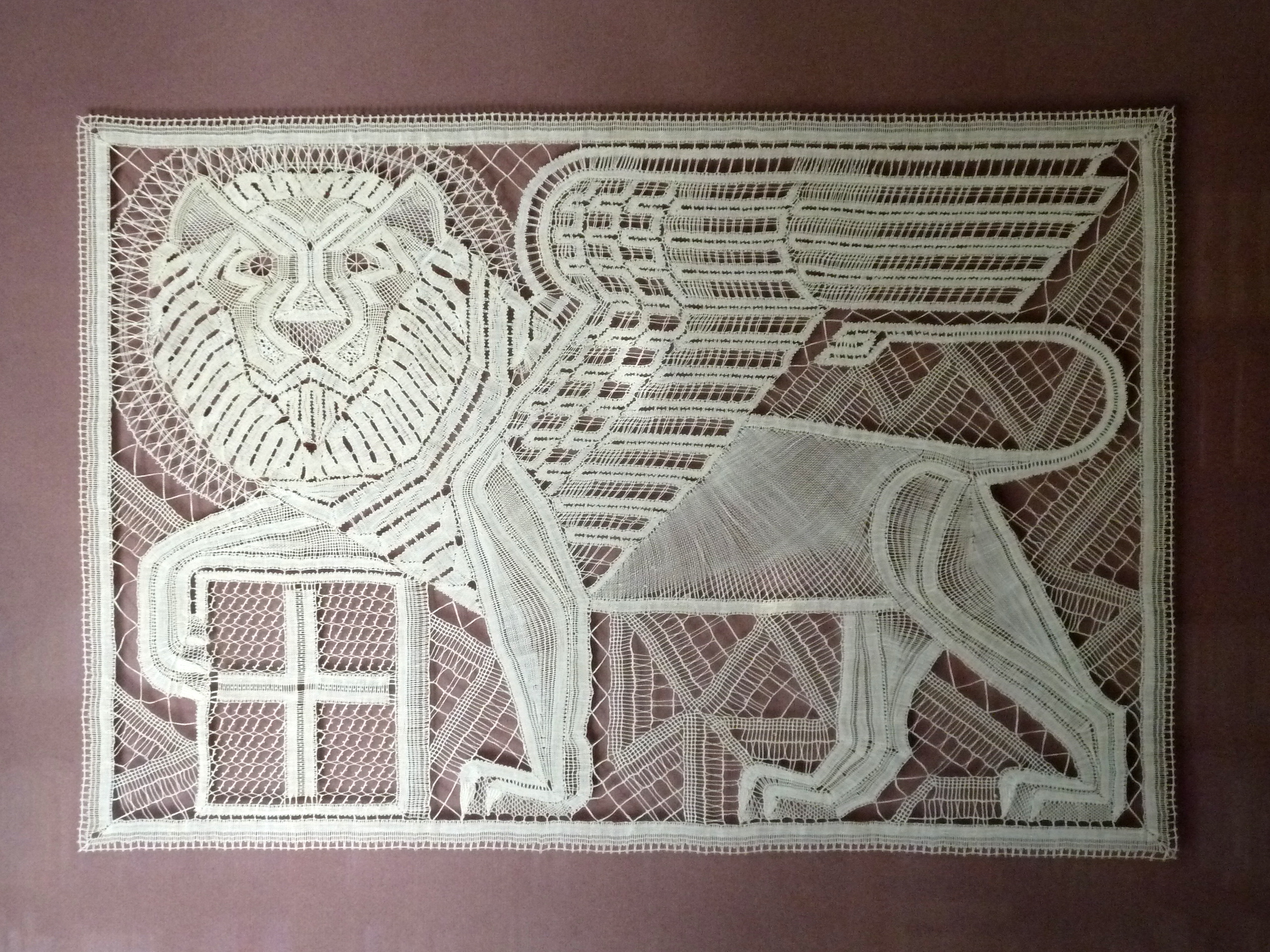
Markuslöwe (385 × 545 mm) figurative Bandspitze in Leinenschlag mit Netzgrund von Therese Hallinger (1945)

Die Klöppel sind zumeist paarweise an einem Klöppelkissen befestigt. Beim Klöppeln werden die Fäden von mindestens zwei Paar Klöppeln durch Kreuzen und Drehen der Klöppel miteinander verflochten. Je nach Muster und Klöppeltechnik kann die Anzahl der verwendeten Klöppel mehrere Hundert betragen. Dies geschieht meist anhand des darunter befestigten Klöppelbriefes nach vorgegebenem Muster, kann aber auch frei ohne Mustervorgabe (Freihandspitzen) erfolgen. Während des Klöppelns wird die Klöppelarbeit mit Stecknadeln auf dem Klöppelkissen fixiert. Nach der Fertigstellung der Spitze werden sie wieder herausgezogen, um das Werk vom Klöppelkissen abnehmen zu können. Das am häufigsten benutzte Material für Klöppelspitzen ist Leinengarn, da die Fäden sehr reißfest sind. Es werden aber auch Seiden- und Baumwollgarne verwendet. Schmuckdesigner benutzen auch Metallfäden aus Gold, Silber oder Kupfer zum Fertigen von Schmuckteilen oder kompletten Schmuckstücken in Klöppeltechnik. Für das Klöppeln mit Metallfäden gibt es spezielle Klöppel.
Je nach Region, in der die Klöppelarbeit entsteht, verwendet man Flachkissen (wie in Belgien und Frankreich) oder Rollen (in Deutschland). Im Erzgebirge werden traditionell auf Ständern liegende Klöppelrollen benutzt.

## Klöppeln maschinell
Im 19. Jahrhundert wurden die ersten Maschinen erfunden, die Textilien in Klöppeltechnik erstellen können. Diese Textilien müssen ein fortlaufendes Muster haben, da es bis heute noch nicht möglich ist, bei maschinellen Klöppelspitzen „um die Ecke“ zu klöppeln.
Ob eine Spitze durch eine Maschine oder eine Klöpplerin gefertigt wurde, kann der Laie nicht unterscheiden. Für geübte Klöppler gibt es jedoch einige Merkmale, die auf eine maschinengeklöppelte Spitze hinweisen: Eine Maschine kann keine runden Deckchen oder komplexe Muster fertigen, sodass lediglich Borten und Ränder existieren. Es ist ebenfalls nicht möglich, Klöppel hinzuzufügen oder zu entfernen. Ist das Muster der Spitze symmetrisch, arbeitet die Maschine entsprechend, sodass Drehungen und Kreuzungen teilweise seitenverkehrt ausgeführt werden. Sehr auffällig wird es, wenn Fehler immer wieder an der gleichen Stelle des Musters auftauchen.

## Klöppelarten
Die Unterscheidung der Klöppelarten kann auf dreierlei Weise geschehen:
- nach Muster und verwendeter Technik oder Material
- aufgrund der historischen Entwicklung in Renaissance-, Barock-, Klassizismus- und moderne Spitzen
- anhand der Klöppelregionen: Honiton (England), Tondern (Dänemark), Brüssel und Brügge (Belgien), Mailand (Italien), Erzgebirge etc.

Es gibt mehr als 40 verschiedene Klöppeltechniken.

### Flechtspitze
Stilepoche: Renaissance, 14.–16. Jahrhundert
Die Flechtspitze ist die erste freie Klöppelspitze, die sich in der Renaissance entwickelte. In Europa wurde sie, aus Italien kommend, bekannt. Die Flechtspitze ist eine sehr gut geeignete Besatzspitze als schmückendes Element von Säumen. Sie führte den Übergang von der Flächenbildung zur gestalteten Zacke als Abschlusskante aus. In der zeitlichen Reihenfolge der Spitzenkunst ist die Flechtspitze nach der Fransenbildung und der Knüpfarbeit Macramé einzuordnen. Die ausgesprochen strenge geometrische Musterung wird mit der Einarbeitung von Zänkelchen im Flechter aufgelockert. in der Mustergestaltung werden kaum Grundschläge eingefügt. Bei floraler und figürlicher Gestaltung wird die Flechtspitze selten angewendet.

### Ragusaspitze
Stilepoche: Barock
Benannt wurde die Ragusaspitze nach der Stadt Ragusa in Dalmatien, dem heutigen Dubrovnik. Hervorgegangen ist sie aus der gotischen Flechttechnik. Die spitzen Formen wurden beibehalten. Die Grundzüge bilden Leinenschlagbändchen in gleichmäßiger Breite. Anstelle des üblichen Nadelsteckens werden rechts und links nur Umkehrschläge gearbeitet. Die Perfektion zeichnet sich in der spitzen Eckbildung des Leinenschlagrändchens, dem Ineinanderführen des Bändchens, verbunden mit einem Zweiten ab. Dies setzt äußerstes Feingefühl und größte Geschicklichkeit der Klöpplerin voraus. Die Ragusaspitze gehört zu der Gruppe der offenen Spitzen. Sie gestaltet sich in abstrakten symmetrischen Formen, die sehr spitz gehalten werden. Als schmückendes Element ist die große Öse eingefügt, die durch Umflechten der Ragusanadel entsteht.

### Chantilly-Spitze
Stilepoche: Barock
Eine im 16. Jahrhundert in der französischen Stadt Chantilly entstandene Spitze. Die durchgehende Tüllspitze wird zumeist aus schwarzer Seide gefertigt. Sie wurde in ca. 10 Zentimeter breiten Streifen hergestellt und dann je nach Zweck mit einer unsichtbaren Naht verbunden. Vorwiegend kamen florale Muster zum Einsatz. Später wurde durch die Verwendung von Halb- und Ganzstichen in der Füllung die Wirkung von Licht und Schatten verstärkt.

### Gimpenspitze
Stilepoche: Barock
Es ist anzunehmen, dass die Gimpenspitze von Spanien aus in Europa eingeführt wurde. Gearbeitet hat man sie in Italien, Belgien und Flandern. Ihren Namen erhielt die Spitze durch die Besonderheit der Einarbeitung einer Gimpe (umsponnener Faden, auch als Schnur bezeichnet). Sie unterstreicht die einzelnen Musterformen und erzielt ein plastisches Hervorheben. Gestaltung: die Gimpe wird mit Leinenschlag geführt und in einem fortlaufenden Bändchen gearbeitet. Sie kann als offene und geschlossene Spitze frei gestaltet werden. Die Besonderheiten zeichnen sich in dem Stil Barocks als geschwungene Kompaktheit aus.

### Mailänder Spitze
Stilepoche: Barock
Die traditionelle Mailänder Spitze beherrscht das Wesen des Malerischen und strebt nach dekorativer wuchtiger Gestaltung. Sie ist als erste Spitze auch mit Grund einzustufen und gehört in der Klassifizierung zu den Bändchenspitzen. Mit Beginn dieser Technik wird die strenge quadratische Aufteilung der Spitzen verdrängt. Die Ranke wird zum herrschenden Motiv und formt in ihrer bewegten Linienführung neue ausdrucksvollere Ornamente. In der Gestaltung liegt ein hoher Anspruch. Dem Muster ist eine große Entfaltungsmöglichkeit und Freiheit gegeben. Dicht geklöppelte stilisierte Motive – vorwiegend Blumen und Rankenteile – bestimmen die Mustergestaltung. Die Mailänder Spitze ist Ausdruck für die Bandspitze in Leinenschlag mit oder ohne Netzgrund.

### Valenciennes-Spitze
Stilepoche: Rokoko

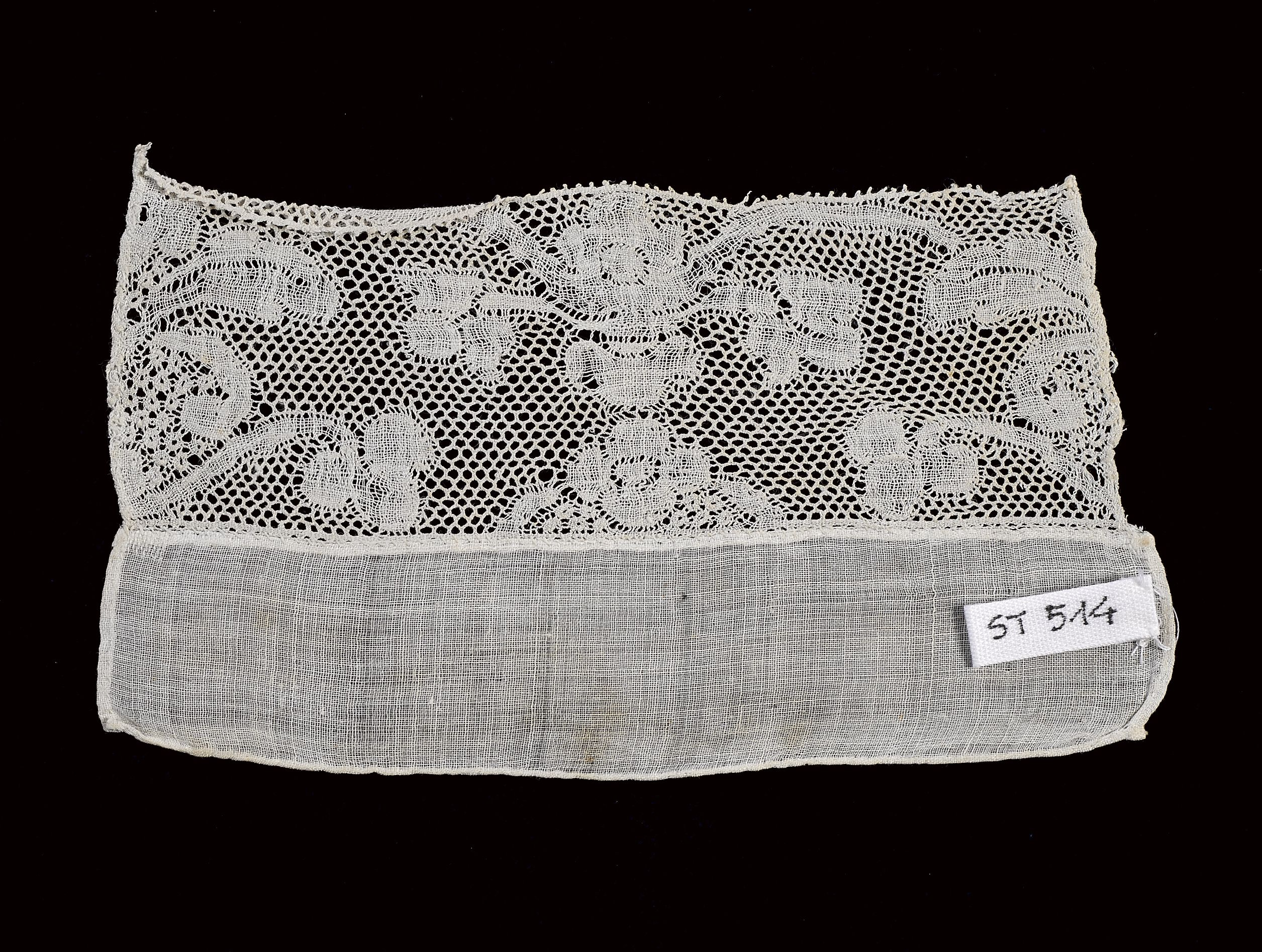
Vorbild von Valenciennes-Spitze

Die Entwicklung dieser Spitze ist in den Niederlanden zu verzeichnen. Nach den Anfängen im 16. Jahrhundert kam die Blütezeit im 18. Jahrhundert. Die Musterungen zeigen sich vom Hochbarock bis zum Rokokostil. Die Valenciennesspitze ist trotz des hauchdünnen Leinengarnes und ihrer Feinheit eine sehr haltbare und dauerhafte Spitze. Diese Spitzen werden waagerecht mit fortlaufenden Fäden als geschlossene Spitze gearbeitet. Die Besonderheiten bestehen in der Anwendung von drei verschiedenen Maschengründen, die sich in der Entwicklung zeitlich zuordnen lassen. Flandrische Masche-Rosengrund um 1650, Runde oder fast runde Masche, die echte Masche um 1700 und die viereckige Masche (klare Masche) um 1830. In der Gestaltung entsprechen die Musterungen dem Rokokostil. Ihre Formen werden in Leinenschlag ausgeführt und mit einem Drehpaar umschlossen. Die Valenciennesspitze kommt vorwiegend in der Gestaltung als schmaler Spitzenstreifen vor.

### Mechelner Spitze
Stilepoche: Rokoko
Die Mechelner Spitze ist zeitlich in ihrer Entwicklung, beginnend in der Epoche des Barocks und in ihrer Vollendung im Zeitalter des Rokoko einzuordnen. Sie beherrscht bis zum heutigen Tage die Klöppelkunst in Belgien. Typisches Merkmal ist die Umschließung der Formen mit dem Cordonnetfaden. Die zahlreichen, sehr feinen Ziernetzpartien werden vorwiegend in Droschel- oder Tüllgrund ausgeführt. In ihrer Arbeitsweise ist sie eine geschlossene Spitze. Vom Beginn bis zur Verknüpfung bedarf die Systematik der Führung des starken Fadens, dem Cordonnetfaden. Die Muster sind naturalistisch, die Motive vorwiegend kleine Blumen, zarte Ranken und Girlandenbänder. Bestimmt wird das Muster von der Zartheit der Spitze.

### Brüsseler Handklöppelspitze
Stilepoche: Rokoko, die „Königin der Spitze“
Der Name bezeichnet den Ort, in dem die Entwicklung dieser Technik vorwiegend ihren Verlauf nahm. Die Blütezeit reichte von der Epoche des Barocks bis zum Klassizismus. Die Charakteristik in der Barockzeit – schwere und üppige Fülle – wandelte sich im Stil des Rokoko zur leichten, zierlichen und verspielten Spitze ab, welche im Klassizismus beibehalten wurde. Die Brüsseler Handklöppelspitze wird als offene Spitze gearbeitet. Die Hervorhebung der Formen, die Füllung dieser in verschiedenen Schlägen erzielt eine Kontrastwirkung, welche sehr ausdrucksvoll ist und der Spitze einen besonderen Reiz verleiht. Die Gestaltungsmotive sind in der Breite und Tiefe sehr vielfältig. Sie reichen von Nachbildungen der Natur, Ornamenten, bildlichen Darstellungen bis hin zu Phantasieformen. Die beliebtesten Musterungen sind die Arrangements der Blütenformen.

### Duchesse-Spitzen
Stilepoche: Klassizismus, die „Fürstin der Spitzen“

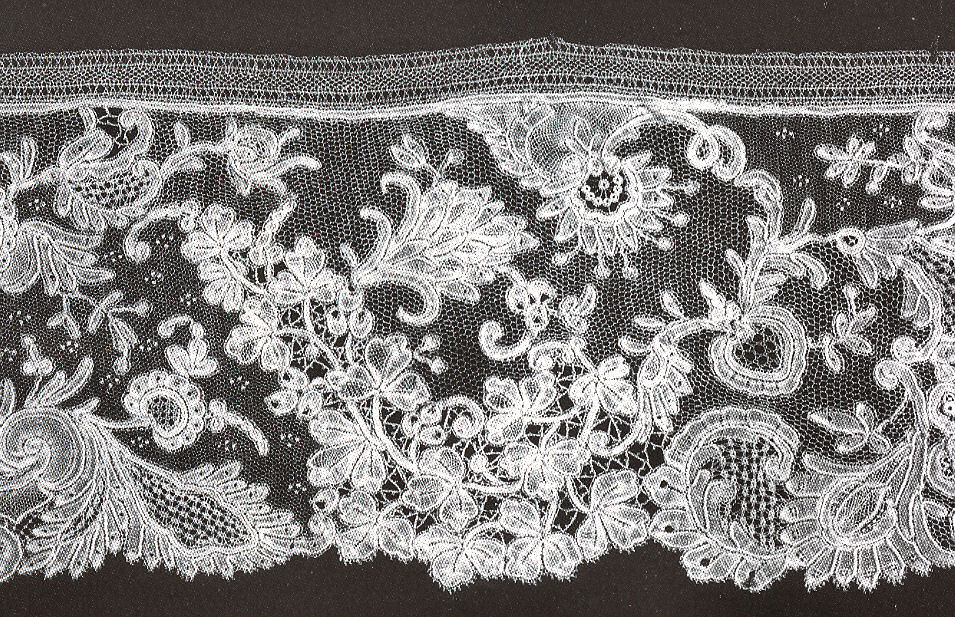
Belgische Duchesse-Spitze

Belgischer Herkunft, in die Mitte des 18. Jahrhunderts einzuordnen. Die Duchesse-Spitze als Kombinationsspitze stellt das Klöppeln in höchster Vollkommenheit dar. Sie vereinigt in besonderer Harmonie verschiedene Spitzentechniken sowohl der Klöppel- als auch der Nadelspitze. Gearbeitet als offene Spitze, lässt sie ein Spiel mit dem Faden zu. Unterschiedliche, in Anwendung gebrachte Fadenstärken und Fadenarten, der Wechsel der Füllungen von Motiven vom luftigen Halbschlag zum zarten Leinenschlag, bewirken eine Schattierung des Gebildes. Die Musterung ist klassizistisch mit unregelmäßiger Aufteilung. Die Hauptmotive sind ziemlich großflächige, künstlerisch wertvolle Bestandteile. Die Betonung der Konturen mit einem Cordonnet- oder Seidenfaden, das Umschließen mit zarten Bändchen und die wiederkehrenden Variationen der Blattform vervollkommnen das Kunstwerk. Die Grundpartie bildet der Speichergrund oder auch der Tüll.

### Torchon-Spitze
Stilepoche: Klassizismus 
Französische Torchon:
Die Französische Torchon gehört in die Gruppe der modernen Spitzen, in die zweite Hälfte des 19. Jahrhunderts. Sie entwickelte sich in Frankreich und hat ihren Ursprung in der Nachahmung der Filetarbeit. Sie wird als eine geschlossene Spitze gearbeitet. Die Musterung erfolgt durch ein quadratisches Grundnetz in diagonaler Ausführung. Der neue Schlag steht senkrecht im hochgestellten Quadrat und bildet neben den Halb- und Leinenschlagpartien das Hauptgestaltungsmerkmal. Zu den Grundverzierungen gehören auch blattförmige Neue Schläge, Spinnen und Drehstellen. Die Gestaltungen heben sich in geometrisch schlichten und einfachen, aber sehr charakteristischen Ausdrucksformen ab. In Anwendung kommt diese Spitze als Meterware, Einsätze oder rechteckige und quadratische Decken. Eine Gestaltung in runder Form ist nicht möglich.
Belgische Torchon:
Sie ist ebenfalls eine Vertreterin der modernen Spitze und wurde in der zweiten Hälfte des 19. Jahrhunderts bevorzugt angewandt. Sie ist eine geschlossene Spitze mit dem Neuen Schlag als typisches Merkmal, der meist senkrecht zum hochgestellten bzw. diagonal verlaufenden Quadrat des Grundnetzes steht.
Die Belgische Torchon ist in der Grundgestaltung recht einfach, klar und teilweise recht grob. Um die Differenzierung zur Spitze zu erhalten, wird die Gestaltung mit ausführlichen großzügigen Verzierungen ergänzt. Dabei bleibt der Charakter der geometrischen Formen und Linien vorherrschend und basiert auf dem quadratischen Grundnetz in diagonaler Ausführung. Am ehesten erkennbar ist die Belgische Torchon an ihrem äußeren Musterabschluss – ein dargestellter Fächer – jedoch nicht immer zutreffend.

### Idria-Spitze
Stilepoche: Klassizismus 
Italienische Idria:
Die Idria-Spitze gehört zu der Gruppe der modernen Spitzen. Die Technik wurde im 18. Jahrhundert in der Stadt Idria (heute Idrija, Slowenien) entwickelt und nach ihr benannt. Das Merkmal ist ein gleichmäßiges Bändchen aus breitem Leinenschlag mit jeweils einem, außerhalb der Nadelreihe mitgeführtem Drehpaar. Die Italienische Idria ist eine offene Spitze. Die Musterung ist sehr abstrakt. Bändchen betonen meist nur die Waagerechte und Senkrechte. Als Verbindung der Bändchen dienen vorwiegend Stege (geflochtene falsche Flechter) oder einfache geometrische Grundpartien.
Russische Idria:
Im 18. Jahrhundert bewirkte der Zar Peter der Große die Einführung des Spitzenklöppelns in Russland. In Anlehnung an die Italienische Idriatechnik – geometrische Musterung – gestaltete sich die Bändchenform der Russischen Idria naturalistisch. Die Kombination mit Folklore bestimmt den volkstümlichen Stil, der bis in die Gegenwart Bestand hat. Im Vordergrund der Gestaltung der Russischen Idria stehen die Motive von Pflanzen, Blüten und Blättern.

### Schneeberger Spitze
Stilepoche: Moderne Spitze 
Sie ist die einzige im Erzgebirge um etwa 1910 entwickelte Technik. Der Zeichenlehrer Paul Rudolph an der Klöppel- und Zeichenschule in Schneeberg war von Verlegern des Erzgebirges beauftragt, neue Muster zu entwerfen. Diese sollten sich durch ein etwas stärkeres Material, vor allem schnellere Anfertigung und eine typische Gestaltungsweise auszeichnen. Dies gelang mit der Schneeberger Technik in allen Anforderungen. Sie kann als offene und als geschlossene Spitze gearbeitet werden. In der freien Gestaltung wird das fortlaufende Bändchen geschwungen zu naturalistischen oder stilisierten Gebilden, die in ihrer Wirkung eine vielseitige und geschmackvolle Musterung und Formgebung erzielen. Trotz des stärkeren Leinenfadens sind die Grundzüge der Spitze „leicht“ und „luftig“ über die Mustergestaltung realisierbar.

### Russische Spitze
Stilepoche: Klassizismus
Die Spitze zum Verlieben wird mit nur wenigen Paaren geklöppelt. Es gibt viele Gestaltungsmöglichkeiten mit der
Bänderspitze, die in verschiedenen Regionen Russlands und auch in den Klöppelregionen Deutschlands gefertigt wird. Die Techniken dieser Bänderspitze besteht hauptsächlich im Einsatz von Konturfaden, von Farbe und verschiedenen Arten von Gründen.

## Rezeption in der Kunst

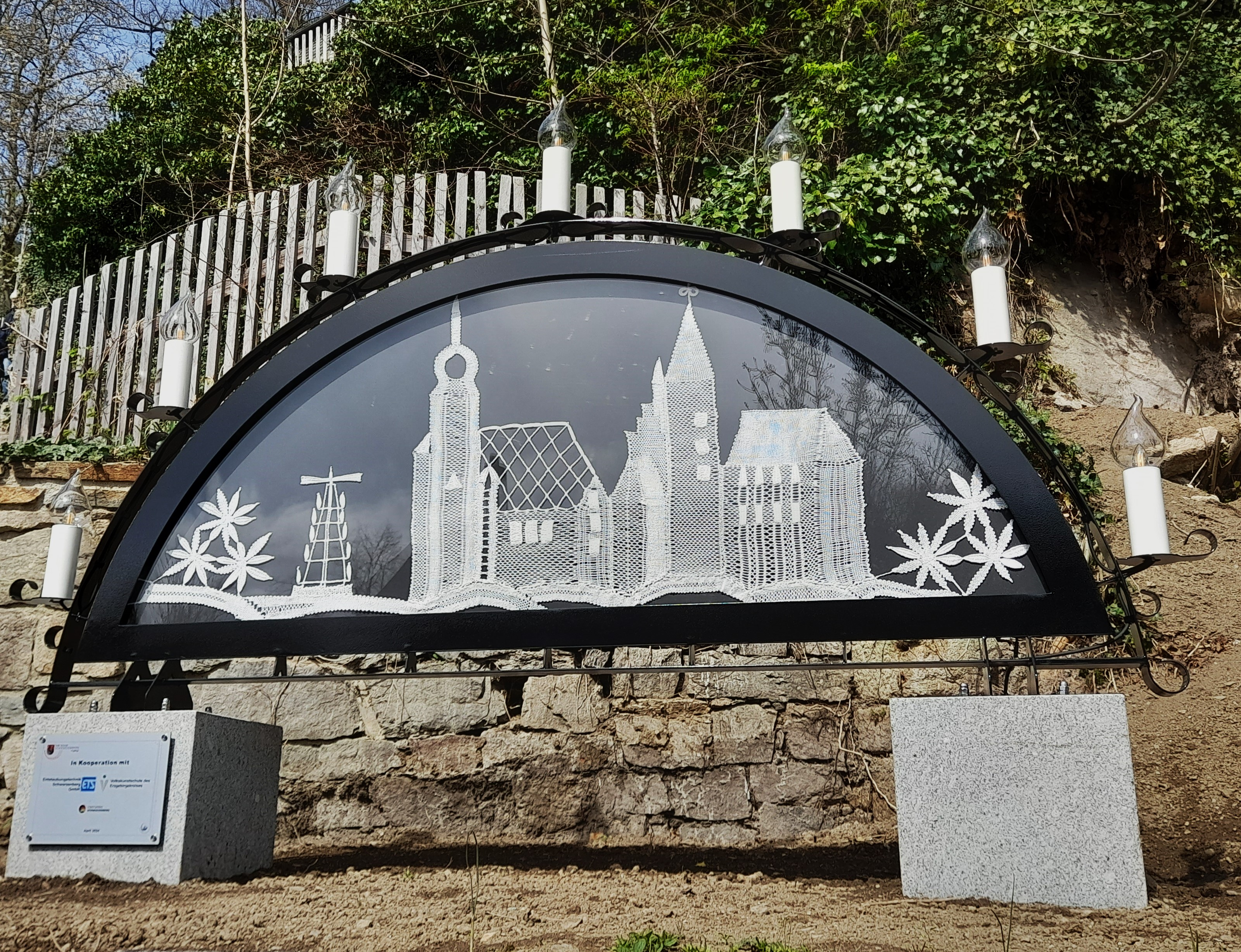
Außenschwibbogen mit Klöppelmotiv zum 40. Klöppelspitzen-Kongress 2024 in Schwarzenberg/Erzgeb.

In der bildenden Kunst, in der Literatur und im Film kam es zu Darstellungen von Spitzenklöpplerinnen. Aus dem 17. Jahrhundert stammen die Gemälde Die Spitzenklöpplerin (Vermeer) sowie Die Spitzenklöpplerin (Netscher). Aus dem Jahr 1974 ist der Roman Die Spitzenklöpplerin (Lainé), welcher 1977 als Die Spitzenklöpplerin verfilmt wurde.